# Corbigny
Corbigny és un municipi francès, situat al departament del Nièvre i a la regió de Borgonya - Franc Comtat. L'any 2007 tenia 1.680 habitants.

## Demografia

### Població
El 2007 la població de fet de Corbigny era de 1.680 persones. Hi havia 776 famílies, de les quals 336 eren unipersonals (124 homes vivint sols i 212 dones vivint soles), 272 parelles sense fills, 136 parelles amb fills i 32 famílies monoparentals amb fills.
La població ha evolucionat segons el següent gràfic:
Habitants censats

### Habitatges
El 2007 hi havia 1.057 habitatges, 799 eren l'habitatge principal de la família, 101 eren segones residències i 157 estaven desocupats. 804 eren cases i 242 eren apartaments. Dels 799 habitatges principals, 459 estaven ocupats pels seus propietaris, 312 estaven llogats i ocupats pels llogaters i 29 estaven cedits a títol gratuït; 27 tenien una cambra, 85 en tenien dues, 161 en tenien tres, 229 en tenien quatre i 298 en tenien cinc o més. 502 habitatges disposaven pel capbaix d'una plaça de pàrquing. A 372 habitatges hi havia un automòbil i a 231 n'hi havia dos o més.

### Piràmide de població
La piràmide de població per edats i sexe el 2009 era:
| Homes | Edats   | Dones |
| ----- | ------- | ----- |
| 0     | 95 o +  | 12    |
| 8     | 90 a 94 | 20    |
| 36    | 85 a 89 | 60    |
| 20    | 80 a 84 | 48    |
| 24    | 75 a 79 | 76    |
| 48    | 70 a 74 | 56    |
| 68    | 65 a 69 | 68    |
| 56    | 60 a 64 | 44    |
| 56    | 55 a 59 | 44    |
| 48    | 50 a 54 | 44    |
| 64    | 45 a 49 | 44    |
| 52    | 40 a 44 | 76    |
| 52    | 35 a 39 | 60    |
| 32    | 30 a 34 | 40    |
| 32    | 25 a 29 | 60    |
| 36    | 20 a 24 | 36    |
| 49    | 15 a 19 | 44    |
| 60    | 10 a 14 | 36    |
| 52    | 5 a 9   | 40    |
| 40    | 0 a 4   | 24    |

## Economia
El 2007 la població en edat de treballar era de 899 persones, 621 eren actives i 278 eren inactives. De les 621 persones actives 544 estaven ocupades (278 homes i 266 dones) i 77 estaven aturades (31 homes i 46 dones). De les 278 persones inactives 107 estaven jubilades, 60 estaven estudiant i 111 estaven classificades com a «altres inactius».

### Ingressos
El 2009 a Corbigny hi havia 796 unitats fiscals que integraven 1.532,5 persones, la mediana anual d'ingressos fiscals per persona era de 16.657 €.

### Activitats econòmiques
Dels 173 establiments que hi havia el 2007, 7 eren d'empreses extractives, 8 d'empreses alimentàries, 4 d'empreses de fabricació d'altres productes industrials, 13 d'empreses de construcció, 61 d'empreses de comerç i reparació d'automòbils, 11 d'empreses de transport, 16 d'empreses d'hostatgeria i restauració, 1 d'una empresa d'informació i comunicació, 10 d'empreses financeres, 4 d'empreses immobiliàries, 14 d'empreses de serveis, 15 d'entitats de l'administració pública i 9 d'empreses classificades com a «altres activitats de serveis».
Dels 44 establiments de servei als particulars que hi havia el 2009, 1 era una oficina d'administració d'Hisenda pública, 1 gendarmeria, 1 oficina de correu, 4 oficines bancàries, 6 tallers de reparació d'automòbils i de material agrícola, 2 tallers d'inspecció tècnica de vehicles, 1 autoescola, 4 paletes, 3 guixaires pintors, 2 fusteries, 1 lampisteria, 2 electricistes, 5 perruqueries, 2 veterinaris, 5 restaurants, 3 agències immobiliàries i 1 tintoreria.
Dels 35 establiments comercials que hi havia el 2009, 2 eren supermercats, 1 un supermercat, 3 botiges de menys de 120 m², 4 fleques, 5 carnisseries, 2 llibreries, 6 botigues de roba, 1 una botiga de roba, 1 una botiga d'equipament de la llar, 2 botigues d'electrodomèstics, 2 botigues de mobles, 1 una botiga de mobles, 1 un drogueria, 1 una perfumeria i 3 floristeries.
L'any 2000 a Corbigny hi havia 17 explotacions agrícoles que ocupaven un total de 920 hectàrees.

## Equipaments sanitaris i escolars
El 2009 hi havia 1 psiquiàtric, 1 centre de salut i 3 farmàcies.
El 2009 hi havia 1 escola maternal i 2 escoles elementals. Corbigny disposava de 2 col·legis d'educació secundària amb 328 alumnes.

## Poblacions més properes
El següent diagrama mostra les poblacions més properes.